# Rudolf Klaiber

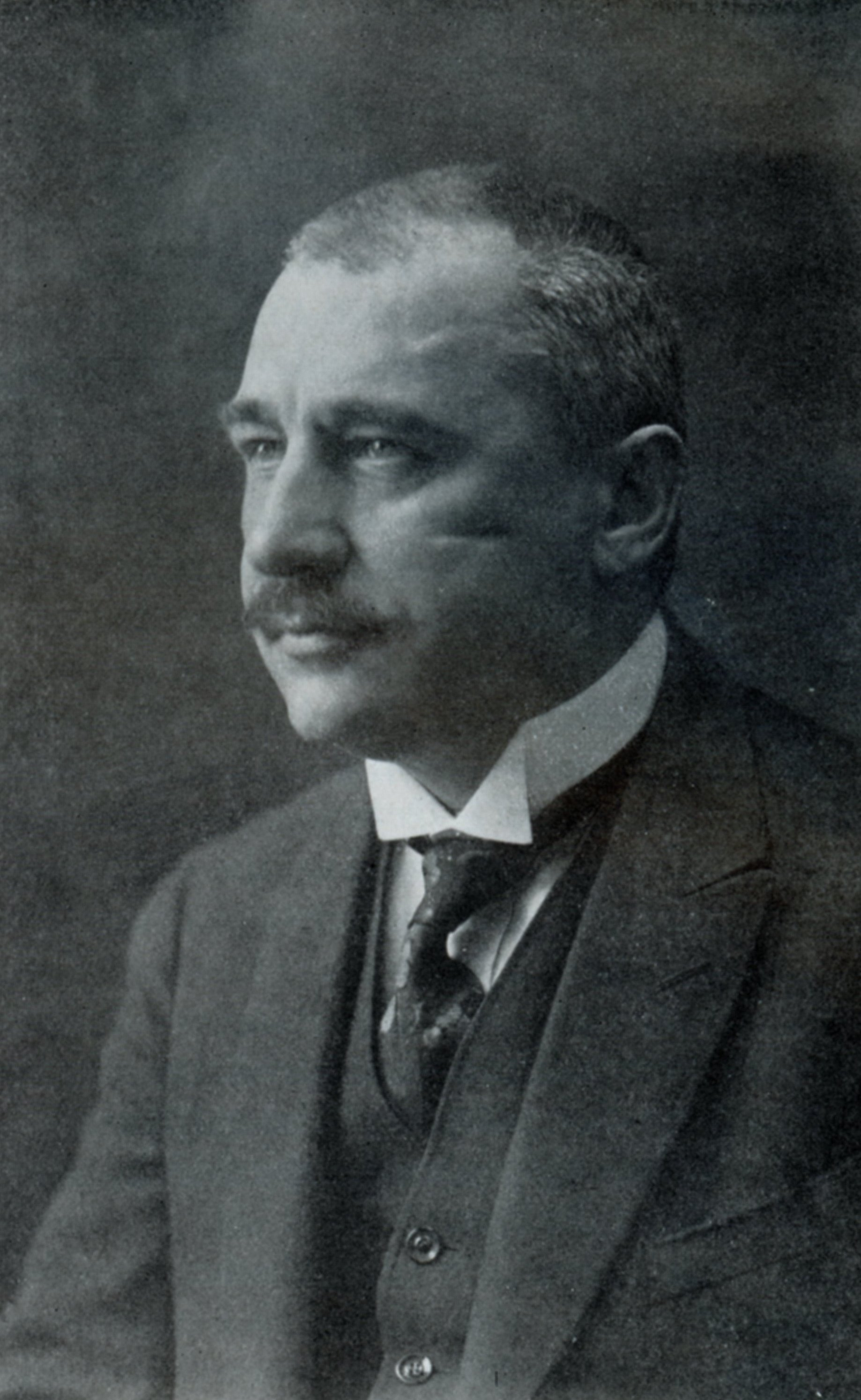
Rudolf Klaiber, um 1925

Rudolf Klaiber (* 30. Mai 1873 in Künzelsau; † 8. Juni 1957 in Stuttgart) war ein deutscher Verwaltungsjurist und Polizeipräsident in Stuttgart.

## Leben

### Schule und Studium
Rudolf Klaiber wurde als Sohn des Regierungs- und späteren Stadtdirektors von Stuttgart Gustav Ludwig Klaiber geboren. Er besuchte von 1882 bis 1891 das Lyceum Ludwigsburg und das Eberhard-Ludwigs-Gymnasium Stuttgart. Anschließend folgte bis 1895 ein Studium der Rechtswissenschaften in Tübingen und Berlin. Während seines Studiums wurde er 1891 Mitglied der Burschenschaft Germania Tübingen. Er legte die Staatsprüfungen 1895 und 1897 ab.

### Werdegang
Rudolf Klaiber war von 1896 bis 1910 Regierungsreferendar und -assessor bei württembergischen Oberämtern. Von 1911 bis 1913 war er Amtmann, Oberamtmann und Stellvertreter des Stadtdirektors in Stuttgart. 1914 wurde er Leiter der königlich württembergischen Landespolizeizentralstelle.
Daneben wurde er 1897 Einjährig-Freiwilliger und danach bis 1912 Reserveoffizier im Grenadierregiment Nr. 119. An der TH Stuttgart war er ab 1910 Dozent für öffentliches Recht und blieb dies bis 1923.
Klaiber leitete die Landespolizeizentralstelle bis 1922 auch über die Zeit der Umbenennung 1917 in Landespolizeiamt, von 1919 bis 1922 war er also Vorstand des Landespolizeiamts. Von 1917 bis 1918 leitete er als Hauptmann der Reserve zugleich die militärische Zentralpolizeistelle Württemberg.
1920 wurde er zum Oberregierungsrat ernannt. 1923 machte ihn die TH Stuttgart zum Ehrensenator.
Von 1923 bis 1938 war er Leiter des württembergischen Landeskriminalpolizeiamts und Polizeipräsident in Stuttgart.

### Weitere Funktionen
Rudolf Klaiber war von 1923 bis 1938 Mitglied der Internationalen Kriminalpolizeilichen Kommission (IKPK), 1931 bis 1935 Preisüberwachungskommissar für Württemberg und von 1936 bis 1938 Mitglied des Strafprozessausschusses der Akademie für Deutsches Recht. Von 1938 bis 1945 war Rudolf Klaiber Kreisführer des Roten Kreuzes in Stuttgart.

## Familie
Sein Sohn Joachim Klaiber war ein Theaterintendant, Carla Henius seine Schwiegertochter.